# 동글동글 해롱이
동글동글 해롱이는 코단샤의 월간 코믹 봉봉에서 게재된 애니메이션 시리즈이다. 1994년에 코믹 봉봉에 처음 게재된후 디럭스 봉봉에서 연재를 시작했다. 퍼블릭 &베이직에서 애니메이션화되어 2000년 4월 3일부터 2001년 2월 1일까지 NHK를 통해 총 104화가 방영되었다. 
대한민국에서는 2001년 3월 22일부터 2002년까지 SBS를 통해 방영되었다. 

## 등장인물
- 해롱이/헤로헤로: 성우 - 박은숙

이 작품의 주인공으로, 얼굴이 동그랗다.
- 해롱이 아빠: 성우 - 마츠모토 야스노리/이인성

- 해롱이 엄마: 성우 - 임은정

- 파파야/파브파브: 성우 - 미즈타 와사비

해롱이 가족들의 애완동물으로, 코끼리의 형태를 하고 있다.
- 초롱이/키라키라: 성우 - 타무라 유카리/우정신

해롱이의 친구로 분홍색 머리를 하고 있다. 해롱이의 친구들 중 유일하게 홍일점으로, 언제나 로맨틱한 것을 꿈꾸는 예쁜 소녀.
- 반질이/바리바리: 성우 - 홍경화

해롱이의 친구로 항상 검은색 선글라스를 끼고 있다.
- 꺽꺽이/게로게로: 성우 - 이인성

해롱이의 친구로 항상 입에 마스크를 착용하고 다닌다.

## 주제가
- 오프닝: Stop making me laugh